# Megobaralipton kalimantanum
Megobaralipton kalimantanum är en skalbaggsart som först beskrevs av Komiya och Makihara 2001.  Megobaralipton kalimantanum ingår i släktet Megobaralipton och familjen långhorningar. Inga underarter finns listade i Catalogue of Life.